# Vagantendichtung
Die Vagantendichtung (auch Goliardendichtung genannt) ist die weltliche lateinische Lyrik und Spruchdichtung des Mittelalters, insbesondere des 12. und 13. Jahrhunderts. 

## Abgrenzung
Die Vagantendichtung grenzt sich von der höfischen Dichtung durch Sprache und Thematik ab. Die Dichtungen der gleichzeitigen Minnesänger und Trobadore sind in den jeweiligen Volkssprachen verfasst (zum Beispiel Mittelhochdeutsch oder Okzitanisch) und spiegeln in der Thematik ein höfisches Leben wider, dagegen ist die Vagantendichtung lateinisch (obwohl volkssprachliche Einsprengsel vorkommen) und in der Thematik volksnah. Im Gegensatz zur mittellateinischen Gelehrtendichtung, die sich an den quantitierenden antiken Vorbildern orientierte, war die Vagantendichtung akzentuierend und gereimt. Die Vagantendichtung war in ganz Europa verbreitet. Bedeutende Vertreter der Vagantendichtung sind Hugo Primas von Orléans, Hilarius von Orléans, Walter von Châtillon, Petrus von Blois und der Archipoeta. 

## Autorschaft
Die Vaganten (von lateinisch vagari ‚umherschweifen‘, in Frankreich auch Goliarden genannt) waren fahrende (das heißt herumziehende) Scholaren, also Kleriker ohne Anstellung, Studenten zwischen Studienorten, entlaufene Mönche und andere gelehrte Bohème. Vagantendichtung wurde allerdings nicht notwendig von „Vaganten“ verfasst. So wird argumentiert, dass ein Großteil der Vagantendichtung von Mönchen verfasst worden sei, bei anderen ist deren Nähe zu Universität oder Hof (zum Beispiel die enge Verbindung des Archipoeta zu Rainald von Dassel) bekannt. Ein neuerer Forschungsansatz sieht in den Kathedralschulen Nordfrankreichs den maßgeblichen historischen Kontext von Goliardendichtung und definiert sie wie folgt: „Ausgehend von der handschriftlichen Attribuierung mittellateinischer Gedichte mit Golias und goliardus verstand das Hoch- und Spätmittelalter unter ‚Goliardendichtung‘ die gereimte weltliche lateinische Dichtung des Hochmittelalters, deren maßgebliche Intention Komik ist und die diese Komik auch durch Thematik und Handlung, vor allem aber auf poetologischen Metaebenen von Sprache, Intertext und Semantik erzeugt. Sie entstand im Zeitraum zwischen circa 1115 und circa 1255 im ‚Schulsystem‘ des Säkularklerus zwischen Loire und Somme und hauptsächlich an den dortigen Kathedralschulen und deren Kosmos, wurde aber über größere zeitliche, geographische und institutionelle Räume rezipiert. Zur hedonistisch-revolutionären Skandaldichtung wurde sie von frühneuzeitlichen Archivaren und schließlich der Forschung ab der Mitte des 19. Jahrhunderts verklärt, die ihre Thematiken als Erlebnisdichtung sozial niedrigstehender Klerikervaganten missverstand, anstatt in ihrer omnipräsenten Komik eine mit moralisierenden und pädagogisch-didaktischen Momenten angereicherte Rollendichtung zu sehen.“

## Themen
Themen der Vagantendichtung sind einfache und alltägliche Dinge, die Freude am Leben und Sinnengenuss, Trinken, Spiel, Liebe und Lust. Auffällig ist die Neigung zu Parodie, Spott und Satire, die sich steigern kann zu scharfer Kritik an den Autoritäten, vor allem an der Kirche und ihren Institutionen. Trotz der thematischen Nähe zum Leben der einfachen Leute klingt die Gelehrsamkeit des Scholaren immer wieder durch in klassischen Anspielungen und Zitaten. Antike Vorbilder sind Vergil, Horaz, die römischen Elegiker und vor allem Ovid.

## Form
Als typisches Metrum der Vagantendichtung gilt der paargereimte (trochäische) Septenar mit Dihärese nach der vierten Hebung, aus dem sich später die deutsche Vagantenzeile entwickelte.

## Wichtige Sammlungen
- Carmina Cantabrigiensia („Cambridger Liederhandschrift“) (um 1045)
- Carmina Burana (Anfang des 13. Jahrhunderts, Benediktbeuern)
- Hilarii Aurelianensis versus et ludi, epistolae, ludus Danielis Belovacensis (12. Jhd.)